# Vivey
Vivey est une commune française située dans le département de la Haute-Marne, en région Grand Est.

## Géographie

### Localisation
Vivey se situe à 30 km au sud-ouest de Langres.
|                   | Auberive        |         |
| Villars-Santenoge | Vivey           | Praslay |
|                   | Vals-des-Tilles |         |

### Relief et géologie
Vivey est dominée par le Mont Fessiot (485 mètres d'altitude) qui constitue l'un des points les plus élevés du département de la Haute-Marne. Le village se trouve dans un vallon, entouré de montagnes. Celles-ci forment le point de séparation des eaux entre l'océan et la mer Méditerranée.

### Hydrographie
La commune est traversée par la ligne de partage des eaux entre les régions hydrographiques « la Seine de sa source au confluent de l'Oise (exclu) » et le bassin versant de la Saône au sein respectivement du bassin Seine-Normandie et du bassin Rhône-Méditerranée-Corse. Elle est drainée par la Germainelle, le cours d'eau 01 de la Combe du Nebrot, le ruisseau de la Treue et le ruisseau de Vivey,.
La Germainelle, d'une longueur de 11 km, prend sa source dans la commune  et se jette  dans l'Aube à Aulnoy-sur-Aube, après avoir traversé cinq communes. 

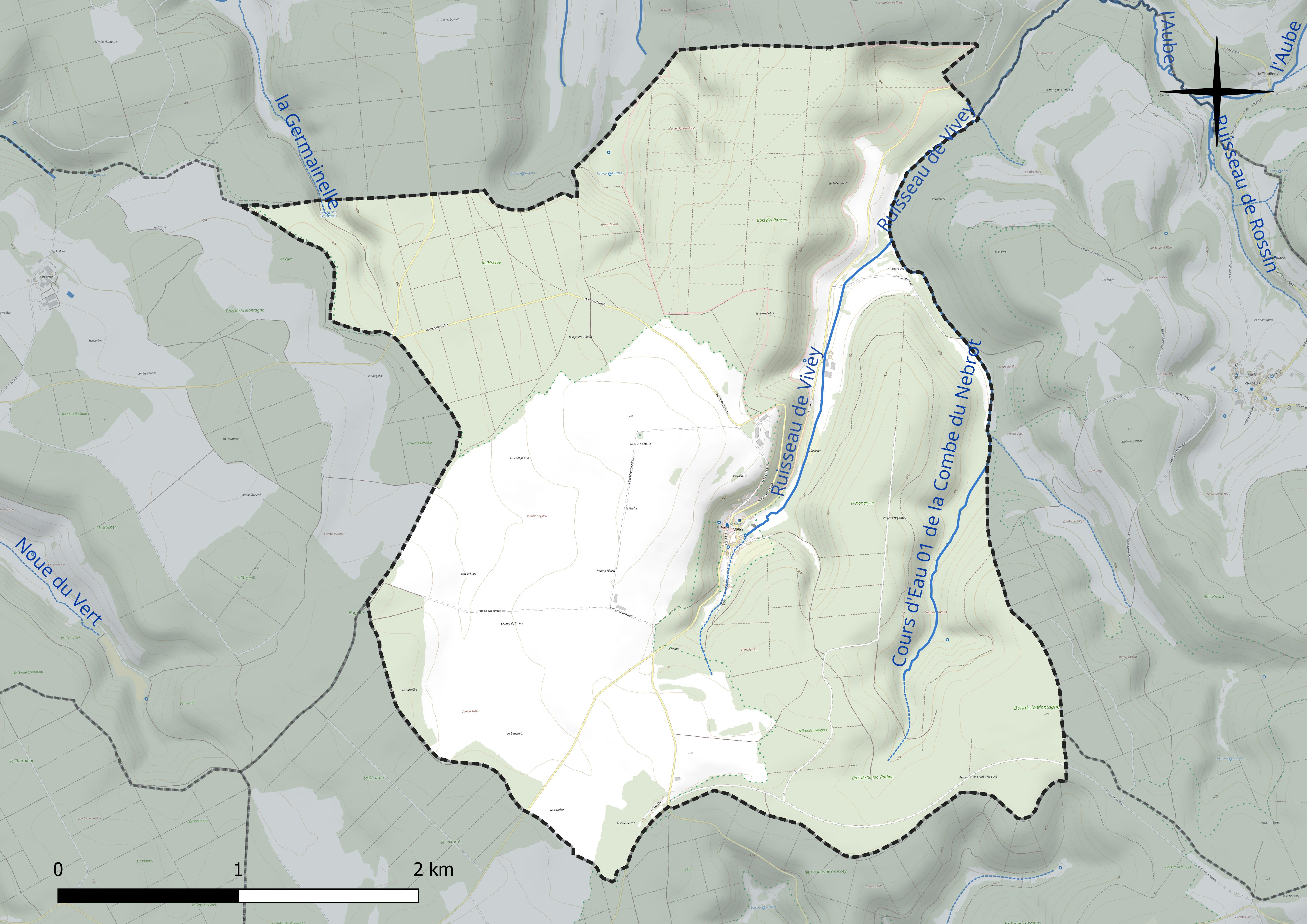
Réseau hydrographique de Vivey.

### Climat
Pour des articles plus généraux, voir Climat du Grand Est et Climat de la Haute-Marne.
En 2010, le climat de la commune est de type climat de montagne, selon une étude du Centre national de la recherche scientifique s'appuyant sur une série de données couvrant la période 1971-2000. En 2020, Météo-France publie une typologie des climats de la France métropolitaine dans laquelle la commune est exposée à un climat océanique altéré et est dans la région climatique  Lorraine, plateau de Langres, Morvan, caractérisée par un hiver rude (1,5 °C), des vents modérés et des brouillards fréquents en automne et hiver. 
Pour la période 1971-2000, la température annuelle moyenne est de 9,5 °C, avec une amplitude thermique annuelle de 16,7 °C. Le cumul annuel moyen de précipitations est de 997 mm, avec 13,8 jours de précipitations en janvier et 8,9 jours en juillet. Pour la période 1991-2020, la température moyenne annuelle observée sur la station météorologique de Météo-France la plus proche, « Auberive_sapc », sur la commune d'Auberive à 6 km à vol d'oiseau, est de 9,7 °C et le cumul annuel moyen de précipitations est de 943,1 mm. 
La température maximale relevée sur cette station est de 39,3 °C, atteinte le 25 juillet 2019 ; la température minimale est de −22,6 °C, atteinte le 20 décembre 2009,,. 
Les paramètres climatiques de la commune ont été estimés pour le milieu du siècle (2041-2070) selon différents scénarios d'émission de gaz à effet de serre à partir des nouvelles projections climatiques de référence DRIAS-2020. Ils sont consultables sur un site dédié publié par Météo-France en novembre 2022.

## Urbanisme

### Typologie
Au 1er janvier 2024, Vivey est catégorisée commune rurale à habitat très dispersé, selon la nouvelle grille communale de densité à sept niveaux définie par l'Insee en 2022.
Elle est située hors unité urbaine et hors attraction des villes,.

### Occupation des sols
L'occupation des sols de la commune, telle qu'elle ressort de la base de données européenne d’occupation biophysique des sols Corine Land Cover (CLC), est marquée par l'importance des forêts et milieux semi-naturels (65,4 % en 2018), une proportion sensiblement équivalente à celle de 1990 (66 %). La répartition détaillée en 2018 est la suivante : 
forêts (63,6 %), terres arables (29,6 %), prairies (5 %), milieux à végétation arbustive et/ou herbacée (1,8 %). L'évolution de l’occupation des sols de la commune et de ses infrastructures peut être observée sur les différentes représentations cartographiques du territoire : la carte de Cassini (XVIIIe siècle), la carte d'état-major (1820-1866) et les cartes ou photos aériennes de l'IGN pour la période actuelle (1950 à aujourd'hui).

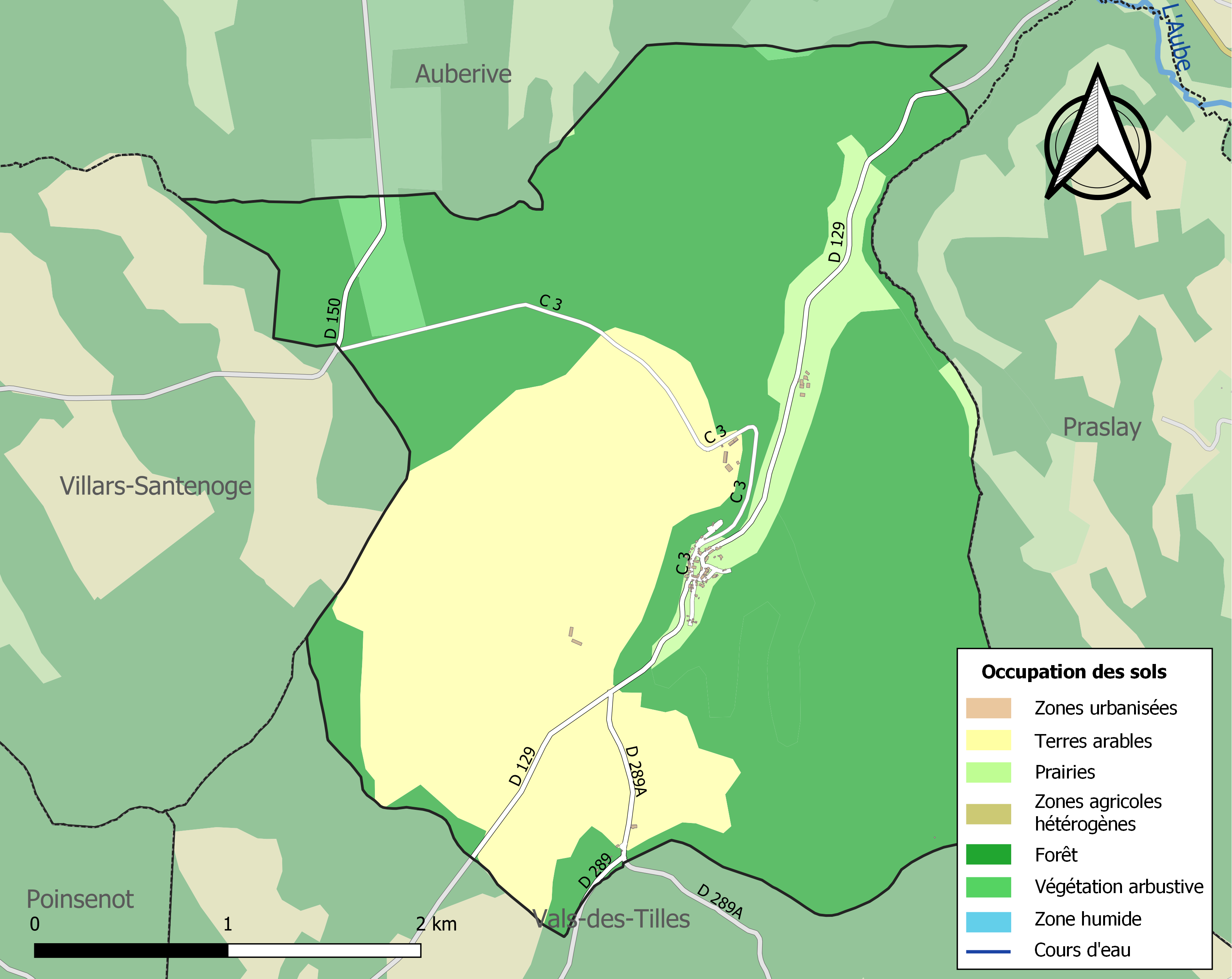
Carte des infrastructures et de l'occupation des sols de la commune en 2018 (CLC).

## Toponymie
Son nom, autrefois Viveiz, en latin Viva Aqua, provient des masses d'eau qui jaillissent de toutes parts du territoire (en particulier après de grandes pluies et à la fonte des neiges).
Du latin vivarium (« vivier »).

## Histoire

### Passé ferroviaire du village
|  |  |

De 1883 à 1963, le village de Vivey a été traversé par la ligne de chemin de fer de Poinson - Beneuvre à Langres, qui, venant de la gare de Musseau, contournait le village par le sud et se dirigeait vers la La Margelle.
La gare était située en pleine campagne, au lieu-dit La Bruyère, à équidistance des deux villages et portait le nom de gare de Vivey-Chalmessin. 
À une époque où le chemin de fer était le moyen de déplacement le plus pratique, cette ligne connaissait un important trafic de passagers et de marchandises. 
	
À partir de 1950, avec l'amélioration des routes et le développement du transport automobile, le trafic ferroviaire a périclité et la ligne a été fermée en 1963. Les rails ont été retirés. Quelques tronçons de l'ancienne ligne subsistent encore de nos jours utilisés comme sentier de randonnée ou chemin d'exploitation agricole.

## Politique et administration

### Liste des maires
| Période                                  | Période  | Identité          | Étiquette | Qualité                                |
| ---------------------------------------- | -------- | ----------------- | --------- | -------------------------------------- |
| Les données manquantes sont à compléter. |          |                   |           |                                        |
| mars 2001                                | 2020     | Patrick Berthelon | UMP-LR    | Président de la Communauté de communes |
| 2020                                     | En cours | Nicolas Lenoir    |           |                                        |

## Population et société

### Démographie
L'évolution du nombre d'habitants est connue à travers les recensements de la population effectués dans la commune depuis 1793. Pour les communes de moins de 10 000 habitants, une enquête de recensement portant sur toute la population est réalisée tous les cinq ans, les populations de référence des années intermédiaires étant quant à elles estimées par interpolation ou extrapolation. Pour la commune, le premier recensement exhaustif entrant dans le cadre du nouveau dispositif a été réalisé en 2005.

En 2022, la commune comptait 51 habitants, en évolution de −7,27 % par rapport à 2016 (Haute-Marne : −4,62 %, France hors Mayotte : +2,11 %).
| 1793 | 1800 | 1806 | 1821 | 1831 | 1836 | 1841 | 1846 | 1851 |
| ---- | ---- | ---- | ---- | ---- | ---- | ---- | ---- | ---- |
| 169  | 165  | 181  | 190  | 174  | 183  | 200  | 190  | 179  |

| 1856 | 1861 | 1866 | 1872 | 1876 | 1881 | 1886 | 1891 | 1896 |
| ---- | ---- | ---- | ---- | ---- | ---- | ---- | ---- | ---- |
| 166  | 152  | 143  | 139  | 137  | 181  | 138  | 129  | 152  |

| 1901 | 1906 | 1911 | 1921 | 1926 | 1931 | 1936 | 1946 | 1954 |
| ---- | ---- | ---- | ---- | ---- | ---- | ---- | ---- | ---- |
| 125  | 115  | 129  | 123  | 137  | 117  | 113  | 111  | 100  |

| 1962 | 1968 | 1975 | 1982 | 1990 | 1999 | 2005 | 2006 | 2010 |
| ---- | ---- | ---- | ---- | ---- | ---- | ---- | ---- | ---- |
| 102  | 72   | 52   | 58   | 46   | 54   | 60   | 59   | 62   |

| 2015 | 2020 | 2022 | - | - | - | - | - | - |
| ---- | ---- | ---- | - | - | - | - | - | - |
| 56   | 51   | 51   | - | - | - | - | - | - |

## Économie
- Exploitations agricoles.

## Culture locale et patrimoine

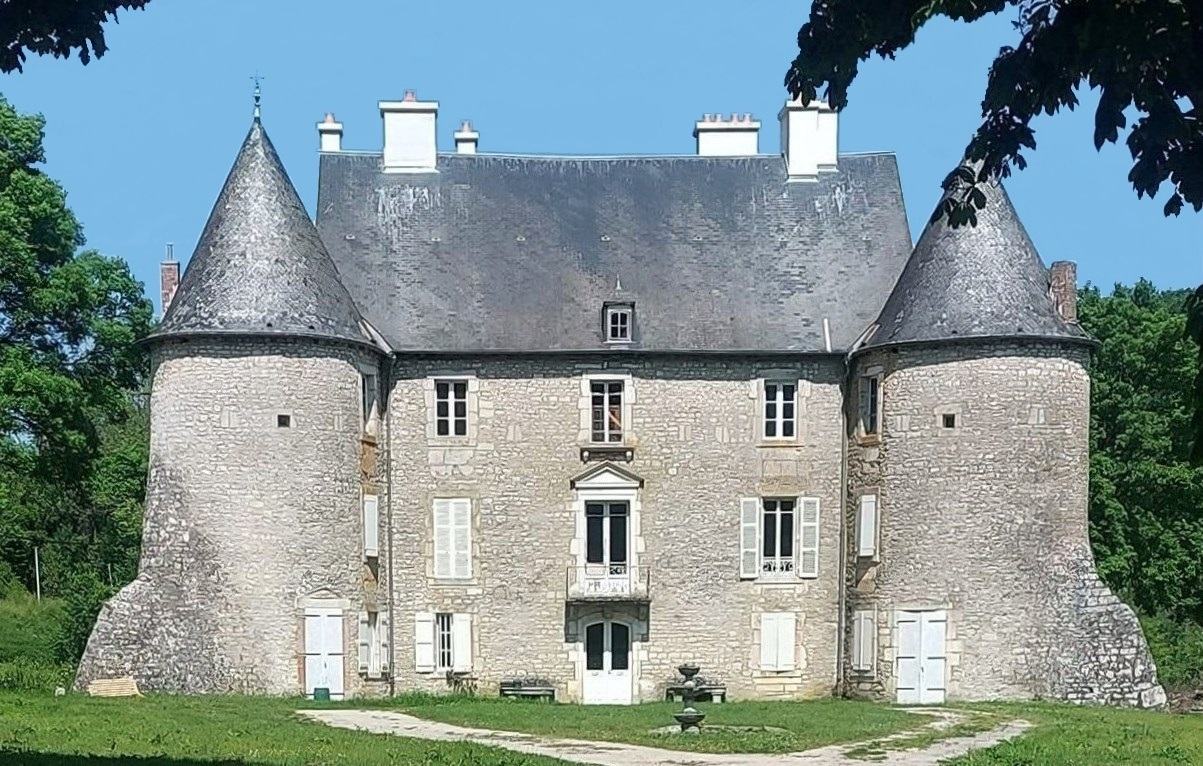
Le Château.

### Lieux et monuments
- L'église paroissiale Notre-Dame-de-la-Nativité[19],[20].
- Croix du XVe siècle au chevet de l'église (IMH en 1926[21]).
- Château bâti par François Rouxel de Médavy au XVIIe siècle[22].
- Lavoir.
- Croix-au-Loup, monument érigé en la mémoire de Jean-Christophe Léaulté, seigneur et maire de Vivey à l'époque, qui a libéré de façon héroïque le village de son dernier loup en 1811[23].
- Pas de Gargantua (pierre à légende)[24].
- Les Roches qui pleurent[25].

### Personnalités liées à la commune
- Le romancier et académicien André Theuriet (1833-1907) situe à Vivey l'action d'un de ses plus célèbres romans, Reine des bois (1890).